# A corazón abierto (álbum)
A corazón abierto é um álbum de estúdio do cantor mexicano Alejandro Fernández.

## Tabela musical

### Álbum
| Ano  | Parada                                     | Pico | Semanas na parada |
| ---- | ------------------------------------------ | ---- | ----------------- |
| 2004 | Billboard Latin Pop Albums                 | 1    | 47                |
| 2004 | Billboard Top Latin Albums                 | 2    | 50                |
| 2004 | Billboard The Billboard 200                | 125  | 5                 |
| 2004 | Billboard Top Heatseekers                  | 3    | 22                |
| 2004 | Billboard Top Heatseekers (Mountain)       | 3    | 2                 |
| 2004 | Billboard Top Heatseekers (Pacific)        | 1    | 9                 |
| 2004 | Billboard Top Heatseekers (South Atlantic) | 5    | 6                 |
| 2004 | Billboard Top Heatseekers (South Central)  | 3    | 5                 |
| 2004 | Billboard Billboard Comprehensive Albums   | 131  | 4                 |

### Canções
| Ano  | Canção                                   | Parada                | Pico | Semanas na parada |
| ---- | ---------------------------------------- | --------------------- | ---- | ----------------- |
| 2004 | Billboard Bubbling Under Hot 100 Singles | Me Dediqué A Perderte | 6    | 15                |
| 2004 | Billboard Hot Latin Songs                | Me Dediqué A Perderte | 1    | 33                |
| 2004 | Billboard Latin Regional Mexican Airplay | Me Dediqué A Perderte | 10   | 12                |
| 2004 | Billboard Latin Pop Airplay              | Me Dediqué A Perderte | 2    | 35                |
| 2004 | Billboard Latin Tropical Airplay         | Me Dediqué A Perderte | 4    | 9                 |
| 2004 | Billboard Hot Latin Songs                | Qué Lástima           | 15   | 18                |
| 2005 | Billboard Latin Pop Airplay              | Qué Lástima           | 10   | 26                |
| 2005 | Billboard Hot Latin Songs                | Canta Corazón         | 24   | 11                |
| 2005 | Billboard Latin Pop Airplay              | Canta Corazón         | 9    | 20                |

## Certificações
| Ano  | Vendas  | País      | Certificação      |
| ---- | ------- | --------- | ----------------- |
| 2004 | 20.000  | Argentina | ouro              |
| 2004 | 350.000 | México    | 3× platina + ouro |